# هلیم بادمجان
هلیم بادنجان غذایی است ایرانی و از غذاهای سنتی کرمان، شیراز و اصفهان که با استفاده از بادنجان و گوشت (یا مرغ) پخته شده و با کشک و نان خورده می‌شود.

## طرز تهیه
ابتدا گوشت را با پیاز سرخ کرده و می‌پزیم و بادنجان‌ها را هم سرخ می‌کنیم. سپس این دو را با برنج پخته می‌کوبیم تا کاملاً له شوند. کمی نمک اضافه می‌کنیم و می‌گذاریم تا با دو لیوان آب آنقدر پخته شود تا کاملاً بدون آب شود و بادنجان‌ها را له می‌کنیم تا کشدار شود؛ و در انتها کشک را اضافه می‌کنیم. در نهایت غذا را از روی آتش برمی‌داریم.
غذا با تزیینی از نعناع داغ، پیاز داغ و گردو سرو می‌شود.